# LabPlot
LabPlot ist ein KDE-Programm für die Auswertung von wissenschaftlichen Daten.
Es können sowohl Funktionen grafisch dargestellt, wie auch zweidimensionale und dreidimensionale, Polar- und Dreieck-Plots erzeugt werden. Es wird der Import und Export von zahlreichen Datenformaten unterstützt. Zur Datenanalyse stehen Funktionen wie Fitten, Integration, Faltung und FFT zur Verfügung.
LabPlot unterstützt dabei auch exotische Darstellungsformen wie Polarkoordinaten und Dreiecksdiagramme. Über Cantor ist eine Integration mit verschiedenen Computeralgebrasystemen möglich. Daten lassen sich auch als LaTeX Tabelle ausgeben.
Ab Version 2.4 ist es möglich Dateien im FITS-Format zu öffnen und zu bearbeiten.
Besonderer Wert wird auf die einfache Benutzung von LabPlot gelegt. Man kann zahlreiche Dialoge mit Maus und über Menüs erreichen und seine Einstellungen nach Belieben anpassen.
Das Programm ist freie Software und steht unter der GNU General Public License.